# Gadaspis grassei
Gadaspis grassei är en insektsart som beskrevs av Alfred Serge Balachowsky 1967. Gadaspis grassei ingår i släktet Gadaspis och familjen pansarsköldlöss.
Artens utbredningsområde är Niger. Inga underarter finns listade i Catalogue of Life.